# Газовміст нафти
Газовміст нафти (рос. газосодержание нефти; англ. gas content of oil; нім. Gasgehalt m, Gasinhalt m) — відношення об'єму газу, що виділяється з нафти під час її розгазування (при тиску 101 кПа і температурі 20°С), до об'єму або маси розгазованої нафти.

## Загальний опис
Характеризує кількість природного газу, розчиненого в пластовій нафті. Величина Г.н. може змінюватися залежно від способу зниження тиску.
Величина Г. для різних нафт становить від декількох одиниць до декількох сотень м3 газу на 1 т (м3) нафти.
Основна кількість пластових нафт має Г. до 60 м3/т.
Газовміст характеризується величинами:
- Газовмістом потоку дійсним об'ємним (рос. газосодержание потока действительное объемное; англ. actual volumetric gas content of flow; нім. realer Volumengasgehalt m des Flusses) — середня статистична величина, визначається як відношення середньої статистичної площі fг прохідного перерізу труби, зайнятої газом, до площі f прохідного перерізу труби: F = fг/ f.
- Газовмістом потоку об'ємним витратним (рос. объемное расходное газосодержание потока; англ. volumetric consumption gas content of flow; нім. Volumenaufwandsgasgehalt m des Flusses) — відношення об'ємних витрат газу V до об'ємних витрат газорідинної суміші Vc (Vc = V+q, де q — об'ємні витрати рідини) при термобаричних умовах у точці визначення: B = V/(V+q).